# Državna cesta D548
D548 je državna cesta u Hrvatskoj. Znana je kao Bjelovarska južna i istočna zaobilaznica.
Ukupna joj duljina iznosi 6,71 km.

## Naselja
- Trojstveni Markovac
- Novoseljani
- Bjelovar
- Male Sredice
- Velike Sredice